# 曹延恭
曹延恭（?—?），北宋时期的第五任曹氏归义军节度使。曹元忠的侄子。曹元忠死后，曹延恭嗣位。宋太祖開寶九年（976年）已累官至檢校太傅、兼中書令，并封譙郡開國公。不久，曹延恭死后，曹元忠的儿子曹延祿嗣位。